# Cardiosace bidentata
Cardiosace bidentata là một loài bướm đêm trong họ Noctuidae.